# Subhi Barakat

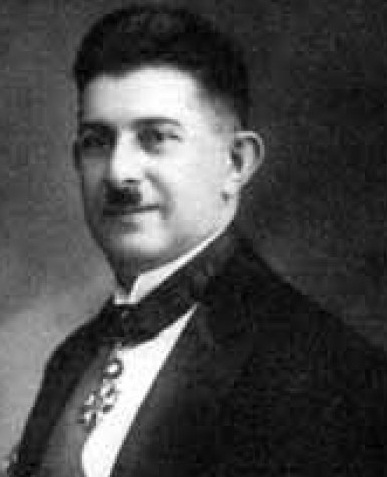
Subhi Barakat

Subhi Bey Barakat al-Chalidi (arabisch صبحي بركات الخالدي Subhi Barakat al-Chalidi, DMG Ṣubḥiyy Barakāt al-Ḫālidiyy, türkisch Subhi Bereket; * 1889 in Antakya; † 1939 ebenda) war ein syrischer Politiker türkischer Herkunft, der während des Völkerbundmandates für Syrien und Libanon das Amt des Präsidenten der Syrischen Föderation vom 29. Juni 1922 bis zum 31. Dezember 1924 und vom 1. Januar 1925 bis zum 21. Dezember desselben Jahres Staatsoberhaupt des Staates Syrien ausübte.
Einer der Gründe, warum das französische Mandat die Kandidatur Barakats unterstützte, war die Tatsache, dass er nicht gebürtig aus Damaskus war und sein Arabisch nicht besonders gut war (seine Muttersprache war Türkisch) und er dementsprechend keine nationalistische Bedrohung für das Mandat darstellen sollte. Er legte dennoch sein Amt im Dezember 1925 aus Protest gegen die fehlende Bereitschaft der Franzosen, den Alawitenstaat und den Drusenstaat in den Staat Syrien zu integrieren, nieder.

## Familie
Subhi Bey Barakat al-Chalidi hatte mit seiner Frau Halime zwei Töchter: Süheyla Mukbile heiratete den türkischen Politiker Refik Koraltan, während die zweite Tochter Zehra ebenfalls mit einem türkischen Politiker (Vahit Melih Halefoğlu) verheiratet war.